# Trattato di Basilea (aprile 1795)
Il trattato di Basilea o prima pace di Basilea fu un trattato firmato il 5 aprile 1795, ossia il 16 germinale III, dalla Francia della Convenzione termidoriana e la Prussia di Federico Guglielmo II. La Francia era rappresentata dal plenipotenziario de Barthélemy, la Prussia dall'ambasciatore von Hardenberg.
Fu in assoluto il primo trattato di pace che i rivoluzionari francesi riuscirono a concludere con una potenza reazionaria straniera, cominciando a sfasciare la Prima Coalizione.
Fu sulla base di questo trattato che il filosofo Immanuel Kant scrisse l'opera Per la pace perpetua in cui delineava un ordinamento cosmopolitico internazionale all'insegna del repubblicanesimo come forma di governo di ciascuna nazione.

## Contesto
Più interessato alla spartizione della Polonia che alla continuazione della guerra contro la Francia, Federico Guglielmo II aveva impegnato i propri mezzi nella repressione della grande insurrezione polacca, scoppiata il 24 marzo 1794. Gli esiti furono inferiori alle attese, in quanto Berlino dovette rinunciare a Varsavia e, quindi, ammettere la preponderanza dell'Impero Russo della zarina Caterina II di Russia. Per giunta la terza ed ultima spartizione della Polonia rimase a lungo oggetto di disputa e venne definita solo con il trattato del 24 ottobre 1795.
Al contempo, sul fronte occidentale, i successi francesi seguiti alla battaglia di Fleurus avevano costretto gli imperiali ad evacuare i Paesi Bassi austriaci, e lasciavano esposto il corpo di spedizione prussiano (concentrato sul Reno) a una nuova offensiva francese: ciò che la indusse a ripassare il Reno il 23 ottobre 1794.
Tale decisione era in palese violazione del trattato dei sussidi dell'Aia di appena pochi mesi prima, il quale stabiliva che dette truppe sarebbero state impiegate "là dove fosse più conveniente agli interessi delle potenze marittime". E, infatti, nell'ottobre 1794 Federico Guglielmo dovette subire la denuncia, da parte del Pitt, del trattato dell'Aia, firmato solo sei mesi prima.
Privo del sostegno finanziario inglese e, comunque, fortemente condizionato da un'antica ostilità anti-austriaca, a Federico Guglielmo ed ai suoi ministri (l'Haugwitz ed il toscano Lucchesini) non restò altra alternativa che cercare la pace con la Francia rivoluzionaria.

## Negoziazioni
Poco dopo la denuncia inglese, Berlino prese l'iniziativa di ricercare dei contatti con la Convenzione, attraverso il suo ambasciatore in Svizzera, de Barthélemy. Federico Guglielmo firmò l'8 dicembre 1794 i poteri del proprio rappresentante Bernhard von der Goltz, ed il primo incontro formale ebbe luogo il 13 gennaio 1795.
A cavallo del 1794-1795 i francesi assoggettarono (il 16 maggio) i Paesi Bassi austriaci, poi l'intera riva sinistra del Reno e le Province Unite, trasformate nella Repubblica Batava. Ciò impresse una decisa accelerazione al negoziato: morto, il 5 febbraio De Goltz, questi venne sostituito dal von Hardenberg, giunto a Basilea l'8 marzo.

## Il trattato
Questi concluse, il 1º aprile 1795 il trattato di pace. Berlino rinunciava all'alleanza con Francesco II d'Asburgo, e non sarebbe rientrata nel conflitto prima del 1806, con la sfortunatissima guerra della quarta coalizione. Ma senza Vienna, cui la legava una profonda ostilità reciproca, fomentata dalle confliggenti aspirazioni su Polonia e Germania. 

Federico Guglielmo pattuì, inoltre, la neutralizzazione del nord della Germania e riconobbe alla Francia l'annessione dei territori (prussiani e non) della riva sinistra del Reno, ancorché a titolo temporaneo, soggetto a un regolamento generale che indennizzasse la Prussia a seguito della futura fine del conflitto contro il Sacro Romano Impero.

## Conseguenze
Il trattato ebbe assai rilevanti conseguenze, in quanto consentì alla Francia di concentrare lo sforzo sull'Austria. Esso era, tuttavia, decisamente malvisto dalla sinistra montagnarda e fu, quindi, fra i fattori scatenanti della di poco successiva insurrezione del 1º pratile (20 maggio 1795), che mancò di poco il rovesciamento del Convenzione termidoriana.
Quanto a Vienna, nel corso del 1795 essa perse, dopo quella della Prussia, anche l'alleanza di Sassonia e Assia, Spagna e Portogallo, Parma e il papa: Vienna era ora sola, insieme al Regno di Sardegna e la lontana Inghilterra a fronteggiare la prossima offensiva francese.